# نادي أندورا
 نادي أندورا هو نادٍ محترف لكرة القدم يقع في إمارة أندورا من انكامب،أندورا. أُسس النادي في 15 أكتوبر 1942 ويُعد النادي الرياضي الأبرز في البلادعلى الرغم من صغر حجم أندورا، إلا أن النادي يُشارك في الدوري الإسباني،هو النادي الوحيد من خارج إسبانيا الذي يُنافس في نظام الدوري الإسباني المحترف  مما يجعله فريدًا من نوعه.
```
تاريخ النادي
```

على الرغم من تأسيسه في عام 1942، إلا أن النادي لم يُشارك في مسابقات رسمية حتى عام 1964. في عام 1979، صعد إلى الدرجة الثانية الإسبانية، وواصل صعوده حتى وصل إلى دوري الدرجة الثانية الإسباني (لا ليغا سمارت بانك) في موسم 2021–2022. هذا الصعود التاريخي تحقق بفضل استثمارات مجموعة "كوزموس" التي يملكها بيكيه، بالإضافة إلى الدعم المحلي.
```
الموسم الحالي
```

في موسم 2024–2025، يُشارك نادي أندورا في دوري الدرجة الثانية الإسباني. في 12 مايو 2025، ضمن الفريق مكانًا في مرحلة البلاي أوف للصعود بعد فوزه على برشلونة أتليتيك 3–1. على الرغم من ذلك، خرج الفريق من المنافسة على الصعود المباشر بعد خسارته أمام سيتاو في الجولة الأخيرة. حالياً، يتنافس مع كولتورال ليونيسا وبونفيرادينا على الصعود المباشر، حيث يحتاج الفريق إلى الفوز على سيتاو وانتظار تعادل كولتورال وبونفيرادينا لضمان الصعود المباشر.
```
كرة السلة
```

بالإضافة إلى كرة القدم، يمتلك نادي أندورا فريقًا محترفًا لكرة السلة يُشارك في الدوري الإسباني الممتاز (ACB). في 18 مايو 2025، ضمن الفريق بقاءه في الدوري بعد فوزه على ليما كورونيا 104–91، ليؤكد استمراره في دوري النخبة الإسباني.
```
الاستاد الوطني الجديد
```

في 15 أكتوبر 2024، تم افتتاح الاستاد الوطني الجديد في أندورا، الذي يتسع لـ5,500 متفرج ويتميز بعشب هجين مدفأ، مما يوفر بيئة مثالية للمباريات في مختلف الظروف الجوية. يُعتبر هذا الاستاد رمزًا لطموحات النادي وتطوير كرة القدم في أندورا.
```
تاريخ النادي
```

التأسيس: تأسس نادي أندورا في 15 أكتوبر 1942.
يقع في إمارة أندورا، وهي دولة صغيرة في جبال البرانس بين فرنسا وإسبانيا.
رغم أن أندورا ليست جزءاً من إسبانيا، إلا أن النادي يشارك في الدوري الإسباني، وهو أمر نادر وفريد.
```
مراحل تطور النادي:
```

1942–1964: كان نادياً هاوياً، يشارك فقط في المباريات المحلية الودية.
1965: انضم إلى النظام الرسمي للاتحاد الإسباني لكرة القدم.
1977–1980: صعد إلى الدرجة الثانية ب (Segunda B)، وهو أول حضور حقيقي في البطولات الاحترافية.
1990s: لعب في الدرجة الثانية الإسبانية لفترات قصيرة.
2000s: شهد تراجعًا وهبوطًا إلى الأقسام الدنيا.
2018: اشترته شركة كوزموس المملوكة لـ جيرارد بيكيه (نجم برشلونة السابق)، ما شكل نقطة تحول كبيرة.
إنجازات
إنجازات كرة القدم:
```
الصعود التاريخي:
```

2021–2022: صعد لأول مرة إلى دوري الدرجة الثانية الإسباني (LaLiga SmartBank)، وهو أعلى مستوى يصل إليه النادي في تاريخه.
2024–2025: ينافس حاليًا في الدرجة الثانية، ويقترب من الصعود إلى الدرجة الأولى الإسبانية (LaLiga) – وهو إنجاز سيكون تاريخياً غير مسبوق لنادٍ من خارج الأراضي الإسبانية.
```
ألقاب محلية (غير احترافية):
```

فاز بعدة ألقاب في دوريات المناطق مثل:
دوري كاتالونيا الإقليمي.
كأس كاتالونيا للهواة.
إنجازات كرة السلة (MoraBanc Andorra)
النادي يملك أيضًا فريقًا لكرة السلة يُعد من أقوى فرق الدوري الإسباني الممتاز لكرة السلة (ACB).
شارك عدة مرات في بطولات أوروبية.
2025: ضمن البقاء في دوري ACB بعد موسم ناجح.
```
نقاط مميزة في تاريخ النادي:
```

هو النادي الوحيد من خارج إسبانيا الذي يُنافس في نظام الدوري الإسباني المحترف.
يمتلكه لاعب شهير (بيكيه)، مما ساعد في جذب الاستثمارات واللاعبين.
يمتلك الآن ملعباً حديثاً تم افتتاحه عام 2024 بسعة 5,500 متفرج.